# Androsace longifolia
Androsace longifolia là một loài thực vật có hoa trong họ Anh thảo. Loài này được Turcz. mô tả khoa học đầu tiên năm 1832.